# HD 212771
HD 212771 — одиночная звезда в созвездии Водолея на расстоянии приблизительно 364 световых лет (около 112 парсек) от Солнца. Видимая звёздная величина звезды — +7,6m. Возраст звезды оценивается как около 2,9 млрд лет.
Вокруг звезды обращается, как минимум, одна планета.

## Характеристики
HD 212771 — жёлтая звезда спектрального класса G5, или G8IV. Масса — около 1,42 солнечной, радиус — около 4,61 солнечного, светимость — около 11,67 солнечной. Эффективная температура — около 5254 К.

## Планетная система
В 2010 году командой астрономов из обсерватории Кек было объявлено об открытии планеты HD 212771 b. Это массивная газовая планета, превосходящая по массе Юпитер более, чем вдвое. Она обращается на расстоянии 1,22 а.е. от родительской звезды, совершая полный оборот за 373 суток. Открытие было совершено методом Доплера.
В 2019 году учёными, анализирующими данные проектов HIPPARCOS и Gaia, у звезды обнаружена планета HIP 110813 c.